# Journal of the American Chemical Society
Das Journal of the American Chemical Society (nach ISO 4-Standard in Literaturzitaten mit J. Am. Chem. Soc. abgekürzt), gelegentlich auch JACS genannt, ist eine Peer-Review Fachzeitschrift, die seit 1879 von der American Chemical Society herausgegeben wird. Zwei weitere Fachzeitschriften sind in dem Journal aufgegangen:
- im Juli 1893 das Journal of Analytical and Applied Chemistry und
- im Januar 1914 das American Chemical Journal.

Die wöchentliche Veröffentlichung von Original-Artikeln umfasst alle Gebiete der Chemie. JACS ist die Fachzeitschrift mit den meisten Zitierungen im Bereich Chemie. Der Impact Factor lag im Jahr 2019 bei 14,612 mit einem fünf Jahres Impact Factor von 14,549. Nach der Statistik des ISI Web of Knowledge wird das Journal mit diesem Impact Factor in der Kategorie multidisziplinäre Chemie an dreizehnter Stelle von 177 Zeitschriften geführt.
Peter J. Stang von der University of Utah war von 2002 bis 2020 Herausgeber von JACS. Als sein Nachfolger hat Erick M. Carreira von der ETH Zürich den Posten ab Januar 2021 übernommen.
Seit 2021 wird mit JACS Au ein Open-Access-Pendant herausgegeben.